# بینتینا
بینتینا (به ایتالیایی: Bientina) یک کومونه در ایتالیا است که در استان پیزا واقع شده‌است.

## خصوصیات
بینتینا ۲۹٫۲ کیلومترمربع مساحت و ۷٬۳۶۵ نفر جمعیت دارد و ۱۰ متر بالاتر از سطح دریا واقع شده‌است.